# Кулябський хукумат
Кулябський район (тадж. ноҳияи Кӯлоб) — адміністративний район у складі Хатлонської області Таджикистану. Центр — місто Куляб, яке не входить до складу району.

## Географія
Район розташований в долині річки Яхсу. На заході межує з Восейським, на півночі — з Ховалінзьким, на півдні — з імені М. С. А. Хамадоні, на сході — з Мумінободським та ім. Ш.Шохіна районами Хатлонської області.

## Населення
Населення — 98600 осіб (2016; 92100 в 2013, 89600 в 2012, 87100 в 2011, 84400 в 2010, 82600 в 2009, 80700 в 2008, 78700 в 2007).

### Найбільші населені пункти
| №  | Населений пункт | Населення, осіб (2009) | Населення, осіб (2010) |
| -- | --------------- | ---------------------- | ---------------------- |
| 1  | Чорбог          | 3716                   | 4520                   |
| 2  | Кухнашахр       | 3790                   | 3876                   |
| 3  | Лагмон          | 3530                   | 3498                   |
| 4  | Зіракі          | 2840                   | 3059                   |
| 5  | Навобод         | 2811                   | 2886                   |
| 6  | Офтобліко       | 2810                   | 2875                   |
| 7  | Заркала         | 2751                   | 2803                   |
| 8  | Хонаобод        | 2756                   | 2785                   |
| 9  | Пахтакор        | 2208                   | 2585                   |
| 10 | Ґулрез          | 2439                   | 2486                   |

## Адміністративний поділ
Адміністративно район поділяється на 4 джамоати, до складу яких входить 59 сільських населених пунктів:
| Район                | Площа, км² | Населення, осіб (2009) | Населення, осіб (2010) | Центр   | Населені пункти |
| -------------------- | ---------- | ---------------------- | ---------------------- | ------- | --------------- |
| Даханський джамоат   | -          | 25321                  | 25599                  | Дахана  | 23 села         |
| Зарбдорський джамоат | -          | 20525                  | 20015                  | Зарбдор | 12 сіл          |
| Зірацький джамоат    | -          | 26439                  | 27118                  | Зіракі  | 18 сіл          |
| Кулобський джамоат   | -          | 17227                  | 17811                  | Лагмон  | 6 сіл           |

## Історія
Район був утворений 23 листопада 1930 року у складі Кулябської області Таджицької РСР.